# Gonarthrus subtropicalis
Gonarthrus subtropicalis är en tvåvingeart som beskrevs av Hesse 1938. Gonarthrus subtropicalis ingår i släktet Gonarthrus och familjen svävflugor.
Artens utbredningsområde är Zimbabwe. Inga underarter finns listade i Catalogue of Life.